# Christa Reinig
Christa Reinig, née le 6 août 1926 à Berlin (Allemagne) et morte le 30 septembre 2008 à Munich (Allemagne), est une poétesse, écrivaine et dramaturge allemande.
Elle commence sa carrière dans la zone d'occupation soviétique — qui deviendra Berlin-Est — et y est interdite après avoir publié en Allemagne de l'Ouest. Elle s'installe en 1964 à l'Ouest, à Munich. Ouvertement lesbienne, ses œuvres sont empreintes d'humour noir et d'ironie.

## Biographie
Christa Reinig est élevée dans l'est de Berlin par sa mère, Wilhelmine Reinig, qui était femme de ménage. Après la fin de la Seconde Guerre mondiale, Reinig est une Trümmerfrau (Femme des ruines) et travaille dans une usine. Elle vend également des fleurs sur l'Alexanderplatz dans les années 1940. Dans les années 1950, elle obtient son Abitur à l'école du soir, et poursuit des études d'histoire de l'art à l'université Humboldt. Elle travaille au Musée de la Marche de Brandebourg (Märkisches Museum), au musée d'histoire de Berlin et au Mark Brandenburg, où elle travaille, jusqu'à ce qu'elle quitte Berlin pour l'Ouest.
Sous l'impulsion de Bertolt Brecht, elle fait ses débuts littéraires comme rédactrice à la fin des années 1940 dans la revue satirique Ulenspiegel. En 1956, sa Ballade vom blutigen Bomme (La ballade de la sanglante Bomme), publiée pour la première fois en 1952 est incluse dans l'anthologie poétique Transit de Walter Höllerer, qui l'a portée à l'attention des lecteurs occidentaux ; un écrivain en 1963 fait référence à son « étrange mélange de cynisme bienveillant et de tristesse sans fond ». Cependant, à partir de 1951 et alors qu'elle est encore étudiante, il lui est en grande partie interdit de publier à l'Est,,. Elle était déjà impliquée dans le Gruppe Zukunftsachlicher Dichter (groupe d'écrivains raisonnants pour l'avenir) de Berlin-Ouest et continue à publier tant de la poésie que des histoires avec des éditeurs ouest-allemands.
En 1964, après la mort de sa mère, Reinig se rend en Allemagne de l'Ouest pour recevoir le Prix de littérature de Brême et y reste, s'installant à Munich. Souffrant de spondylarthrite ankylosante, elle laisse son bureau au musée complètement vide, à l'exception d'une radiographie de sa colonne vertébrale.
En 1971, elle se casse le cou lors d'une chute dans un escalier en colimaçon ; les soins médicaux inadéquats la laissent gravement handicapée, et elle doit survivre avec une pension gouvernementale. Elle ne peut plus utiliser sa machine à écrire, jusqu'à ce qu'elle soit équipée de lunettes prismatiques spécialement fabriquées en 1973, après quoi elle écrit son premier roman, autobiographique, Die himmlische und die irdische Geometrie (La Géométrie céleste et terrestre), qu'elle termine en 1974,.
Reinig meurt le 30 septembre 2008 dans une maison de retraite catholique, où elle avait déménagé au début de cette année-là. Elle laisse ses papiers aux archives de la littérature allemande à Marbach am Neckar.

## Œuvre
- Die Steine von Finisterre, Stierstadt, 1960
- Der Traum meiner Verkommenheit (prose), Fietkau Verlag, Berlin, 1968 (Schritte 4, Erstauflage 1961),  (ISBN 3-87352-004-4)
- Gedichte, Frankfurt am Main, 1963
- Drei Schiffe, Frankfurt am Main, 1965
- Orion trat aus dem Haus – Neue Sternbilder, Stierstadt im Taunus, 1968
- Schwabinger Marterln, Stierstadt im Taunus, 1968
- Das Aquarium, Stuttgart, 1969
- Schwalbe von Olevano, Stierstadt im Taunus, 1969
- Das große Bechterew-Tantra, Stierstadt im Taunus, 1970
- Papantscha-Vielerlei, Stierstadt im Taunus, 1971
- Die Ballade vom blutigen Bomme, Düsseldorf, 1972 (avec Christoph Meckel)
- Hantipanti, Weinheim, 1972
- Die himmlische und die irdische Geometrie, Düsseldorf, 1975
- Entmannung, Düsseldorf, 1976
- Der Hund mit dem Schlüssel, Düsseldorf, 1976 (avec Gerhard Grimm)
- Mein Herz ist eine gelbe Blume, Düsseldorf, 1978 (avec Ekkehart Rudolph)
- Müßiggang ist aller Liebe Anfang, Düsseldorf, 1979
- Die Prüfung des Lächlers, München, 1980
- Der Wolf und die Witwen, Düsseldorf, 1980
- Mädchen ohne Uniform, Düsseldorf, 1981 (avec des lithographies offset originales de Klaus Endrikat).
- Die ewige Schule, Verlag Frauenoffensive, München, 1982,  (ISBN 3-88104-116-8).
- Die Frau im Brunnen, München, 1984.
- Sämtliche Gedichte, Eremiten-Presse, Düsseldorf, 1984.
- Feuergefährlich, Berlin, 1985 (nouvelle édition : Wagenbach, Berlin 2010).
- Erkennen, was die Rettung ist, München, 1986 (avec Marie-Luise Gansberg et Mechthild Beerlage).
- Gesammelte Erzählungen, Darmstadt u. a., 1986.
- Nobody und andere Geschichten, Düsseldorf, 1989.
- Glück und Glas, Düsseldorf, 1991.
- Ein Wogenzug von wilden Schwänen, Ravensburg, 1991.
- Der Frosch im Glas, Düsseldorf, 1994.
- Simsalabim, Düsseldorf, 1999 (avec Hans Ticha).
- Das Gelbe vom Himmel, Düsseldorf, 2006 (avec Hans Ticha).

### Traductions
- Marina Zwetajewa, Gedichte, Berlin, 1968.

## Honneurs
- 1964 : Prix littéraire de Brême pour Gedichte
- 1965 : Villa Massimo : bourse
- 1968 : Hörspielpreis der Kriegsblinden pour Das Aquarium
- 1969 : Prix Toucan de la Ville de Munich (avec cinq autres) pour Schwabinger Marterln
- 1973 : Prix littéraire de l'Académie bavaroise des Beaux-Arts
- 1975 : Prix de la critique allemande pour Die Prüfung des Lächlers
- 1976 : Croix du Mérite de la République fédérale d'Allemagne
- 1984 : Prix SWR-Bestenliste pour Sämtliche Gedichte
- 1993 : Prix Roswitha de la Ville de Bad Gandersheim
- 1999 : Prix de Littérature du Brandebourg[5],[4]
- 2003 : Prix Kester-Haeusler de la Fondation Schiller allemande

## Sources
- (de) "Abgestorbener Raum". Entretien avec Jo Wünsche. Alternative 20 (avril 1977) 68 – 72
- (de) Pierre Horn. Christa Reinig et das "weibliche Ich". Dans Frauenliteratur : Autorinnen, Perspektiven, Konzepte. Éd. Manfred Jurgensen. Berne : Lang, 1983. (ISBN 978-3-261-05013-7). p. 101 – 22
- (de) Sibylle Schewendter. Darstellung und Auflösung von Lebensproblemen im Werk: Christa Reinig. Thèse de doctorat, Université de Siegen, 2000. pdf